# Matinas Suzuki Jr.
Matinas Tupinambá Suzuki Júnior (Barretos, 4 de maio de 1954) é um jornalista e editor brasileiro.

## Carreira
Matinas é Jornalista formado pela Escola de Comunicações e Artes da USP. Começou a carreira de jornalista, aos 18 anos de idade, escrevendo sobre música brasileira no jornal da sua cidade, O Correio de Barretos.
Quando Caio Túlio Costa foi convidado para editar o caderno Ilustrada da Folha de S. Paulo, no final de 1981, o levou junto como redator. Um ano depois, Matinas assume o caderno cultural, quando Caio foi para a secretaria de Redação. Teve duas passagens pela Ilustrada, em 1983 e 1984 e em 1985 e 1986.
Depois, foi editor de Economia, colunista de esporte e secretário de Redação. No fim daquela década, atuou como correspondente no Japão.
Em 1991, o diretor de Redação Otavio Frias Filho chamou Matinas para assumir o segundo cargo do jornal, o de editor-executivo.
De 1995 a 1997, Matinas acumulou a edição-executiva da Folha com a apresentação do programa de entrevistas Roda Viva, na TV Cultura, onde ficou durante três anos e meio. 
Saiu da Folha, onde trabalhou por 16 anos, e por dois anos, foi diretor editorial da editora Abril. Saiu de lá para ajudar a fundar o portal de internet iG.
Em seguida, trabalhou na montagem de uma rede de jornais para o interior do estado, chamada Bom Dia, onde ficou até 2007, e passou pelo Instituto Moreira Salles, onde participou da criação da revista Serrote.
Foi comentarista esportivo no SporTV. 
Em 2008, foi responsável pela série Jornalismo Literário, da editora Companhia das Letras. Desde 2010, é diretor de operações da Companhia das Letras.
Foi autor de dois volumes da biografia de Jô Soares, lançados em 2017 e 2018, respectivamente.

### Livros
- O Livro de Jô - Volume 1 - com Jô Soares (Companhia das Letras, 2017)[5]
- O Livro de Jô - Volume 2 - com Jô Soares (Companhia das Letras, 2018)[6]